# Otto Karlowa

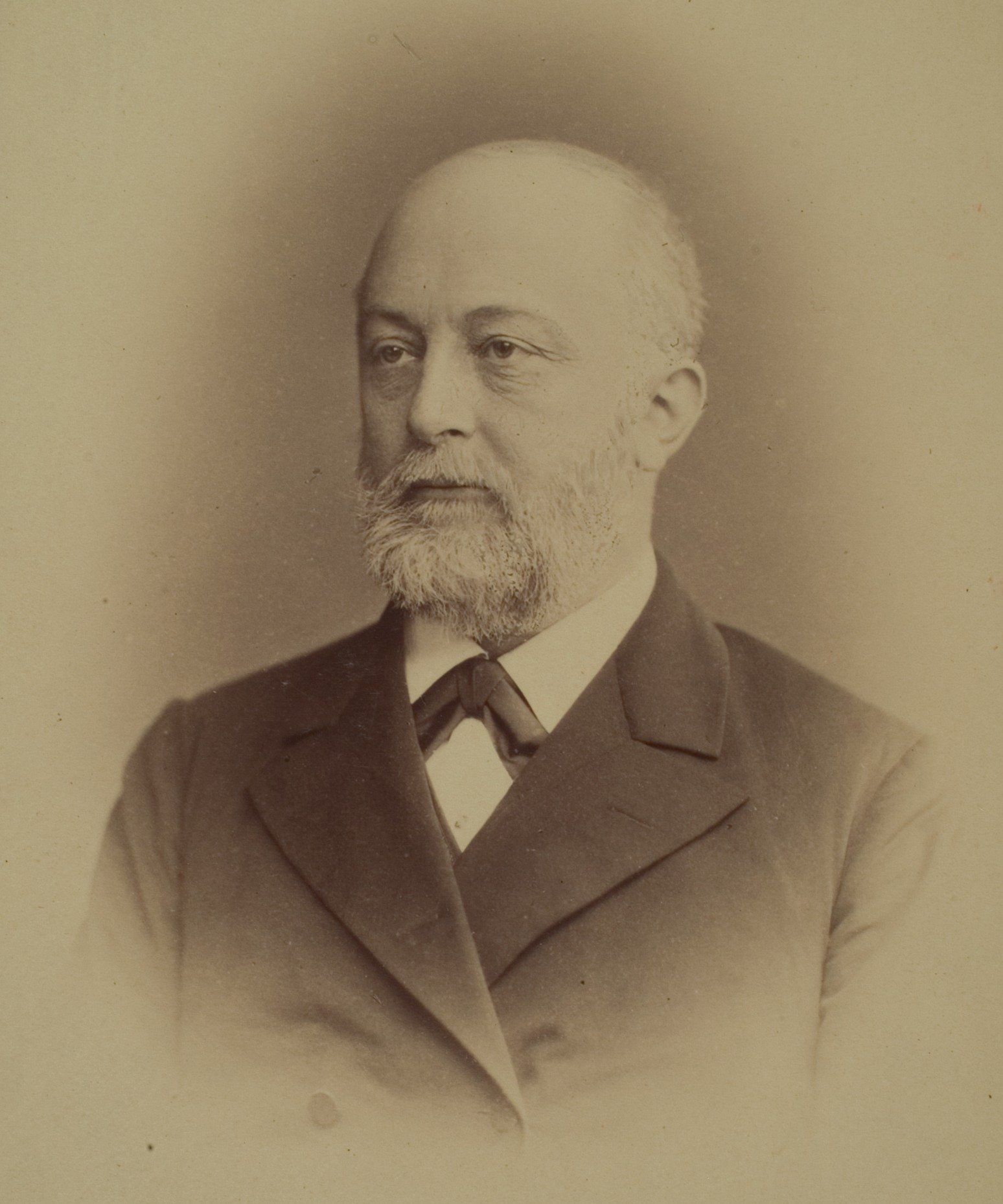
Otto Karlowa während seiner Heidelberger Zeit

Carl Franz Otto Karlowa (* 11. Februar 1836 in Bückeburg; † 3. Januar 1904 in Leipzig) war ein deutscher Rechtswissenschaftler, Rechtshistoriker und Romanist. Er war ab 1867 Professor der Rechte an der Universität Greifswald und von 1872 bis 1903 an der Universität Heidelberg.

## Leben

### Familie
Otto Karlowa entstammte einer alten ursprünglich böhmischen Familie, die im 16. Jahrhundert wegen der damaligen Glaubensverfolgung ins Braunschweigische auswanderte. Sein Vater Johann Hermann August Capaun-Karlowa (1804–1875) war zunächst Richter und Regierungsrat im Fürstentum Schaumburg-Lippe und später Oberappellationsgerichtsrat in Wolfenbüttel, seine Mutter Sophie war eine geborene Thornten. Sie kam aus Holstein, war aber britischer Herkunft. Otto war eines von sechs Kindern, fünf Söhnen und einer Tochter, des Paares.

### Beruflicher Werdegang
Karlowa besuchte das Gymnasium in Wolfenbüttel. Nach dem Abitur studierte er ab 1854 Rechtswissenschaften und Geschichte an den Universitäten in Göttingen, Berlin und Jena. Seine Professoren waren unter anderem Hans Karl Briegleb, Johann Heinrich Thöl, Georg Waitz und Wilhelm Franz Francke. Bereits als Student in Göttingen wurde er für eine juristische Arbeit mit einem Preis ausgezeichnet. 1859 bestand er das erste juristische Staatsexamen und übernahm eine Stelle als Auditor bei einer Kanzlei in Bückeburg.
1862 promovierte Karlowa an der Bonner Universität mit der Dissertation De natura atque indole synallagmatos, quod emptioni, venditioni, ceterisque obligationibus mutuis inesse dicitur zum Dr. jur. Schon wenige Monate später habilitierte er sich als Privatdozent an der Universität Bonn. Im Herbst 1867 folgte er dem Ruf als ordentlicher Professor für Zivilprozess- und Strafrecht sowie römisches Recht an die Universität Greifswald. Ostern 1872 wurde Karlowa in gleicher Eigenschaft zum Nachfolger von Levin Goldschmidt an die Universität Heidelberg berufen. Hier wirkte er über 30 Jahre und wurde auch zum Dekan der juristischen Fakultät ernannt.
Karlowa war Autor zahlreicher Fachveröffentlichungen. Noch in seiner Bonner Zeit verfasste er 1865 Beiträge zur Geschichte des römischen Zivilprozesses und 1868 Die Formen der römischen Ehe und Manus. 1878 schrieb er anlässlich des 70. Geburtstages von Großherzog Friedrich von Baden einen vielbeachteten Beitrag zur Festgabe von Mitgliedern der juristischen Fakultät der Heidelberger Universität. Seine 1877 publizierte Untersuchung Das Rechtsgeschäft und seine Wirkung wurde für die Vorarbeiten zum BGB herangezogen. 1879 lehnte er einen gut dotierten Ruf an die Würzburger Universität ab. Zum Dank erhielt Karlowa den Titel eines Geheimen Hofrates mit der Anrede Exzellenz. Sein Hauptwerk Römische Rechtsgeschichte, an dem er 20 Jahre gearbeitet hatte und das unvollendet blieb, erschien 1885 und 1901 in zwei Bänden. Es wurde 1998 als Reprint erneut veröffentlicht. Karlowa war einige Jahre für die Nationalliberalen Mitglied im badischen Bezirksrat.
Seit 1897 nahm er einen Lehrauftrag zur Einführung des Bürgerlichen Gesetzbuches für das Deutsche Reich wahr, das am 1. Januar 1900 in Kraft trat. Zusätzlich bot er privatrechtliche Seminare an sowie Vorlesungen über römisches Recht und Familien- und Erbrecht. Studenten und Kollegen bemerkten bei ihm seit einiger Zeit, dass er sich nicht mehr im Vollbesitz seiner geistigen Kräfte befand. Er litt zunehmend unter der Alzheimer-Krankheit. Ab dem Sommersemester 1903 entband man Karlowa von seinen universitären Verpflichtungen. Noch im gleichen Jahr wurde er für seine Verdienste mit dem Kommandeurkreuz II. Klasse des Ordens vom Zähringer Löwen ausgezeichnet.

### Ehe und Nachkommen
Otto Karlowa heiratete 1873 Hermine Leuckart, die Tochter des Leipziger Zoologen und Begründers der Parasitologie Rudolf Leuckart. Aus der Ehe gingen sieben Söhne hervor.

## Veröffentlichungen (Auswahl)
- Beiträge zur Geschichte des römischen Civilprozesses. Bonn 1865.
- Die Formen der Römischen Ehe und Manus. Bonn 1868.
- Das Rechtsgeschäft und seine Wirkung. Berlin 1878. Als Reprint: Keip, Stockstadt am Main 2009, ISBN 978-3-8357-0654-5.
- Über die Reception des römischen Rechts in Deutschland: mit besonderer Rücksicht auf Churpfalz. Heidelberg 1878.
- Römische Rechtsgeschichte. Band 1: Staatsrecht und Rechtsquellen. Leipzig 1885. Als Reprint: Keip, Goldbach 1997, ISBN  978-3-8051-0677-1.
- Römische Rechtsgeschichte. Band 2: Privatrecht und Civilprozess. Strafrecht, Strafprozess. Leipzig 1901. Als Reprint: Keip, Goldbach 1997, ISBN  978-3-8051-0677-1.
- Ruperto-Carola. Heidelberg 1886.
- Miscellanea. Berlin 1899.